# Flickan med glasfötter
Flickan med glasfötter är en bok från 2009 av författaren Ali Shaw om flickan Ida Maclaird som sakta håller på att förvandlas till glas och hennes sökande efter ett botemedel som kan stoppa spridningen av glaset. Berättelsen utspelas på en avlägsen ö i St. Hauda’s Land.
Flickan med glasfötter är Ali Shaws debutroman och utkom i svensk översättning 2010.